# Jaskinia Półkolista
Jaskinia Półkolista – jaskinia na terenie Niecki Nidziańskiej. Ma dwa otwory wejściowe położone na południe od wsi Siesławice (Niecka Solecka), w gipsowej ścianie, w pobliżu Jaskini Szerokiej i jaskini Dwie Studnie, na wysokości 214 m n.p.m. Długość jaskini wynosi 58 metrów, a jej deniwelacja 1 metr.
Jaskinia jest pomnikiem przyrody.

## Opis jaskini
Otworami wejściowymi do jaskini są, położone obok siebie, dwie niewielkie studzienki. Na ich dnie zaczyna się niski korytarz rozgałęziający się po kilku metrach. Na lewo kończy się zaraz zawaliskiem, natomiast na prawo dochodzi do dużej sali. Odchodzą z niej dwa korytarzyki, z których dłuższy jest zalany wodą.

## Przyroda
W jaskini brak jest nacieków. Ściany są wilgotne, dno jest okresowo zalewane wodą.

## Historia odkryć
Jaskinia była prawdopodobnie znana od dawna. Jej pierwszy opis i plan sporządził B. W. Wołoszyn w 1989 roku.